# Leptochilichthys
El género Leptochilichthys es el único de la familia Leptochilichthyidae, peces marinos distribuidos por el océano Pacífico, costa este del océano Atlántico y costa oeste del Índico. Su nombre procede del griego: leptos (delgado) + cheilos (labio) + ichthys (pez).
La longitud máxima descrita es de 31 cm. El maxilar es expandido y sin dientes, teniendo dientes en el palatino; largas y abundantes láminas en las branquias.
Viven en aguas oceánica profundas, muy común por debajo de los 1000 metros de profundidad, pero es un género raro y poco conocido.

## Especies
Existen 3 especies válidas en este género y familia:
- Género Leptochilichthys:
  - Leptochilichthys agassizii (Garman, 1899)
  - Leptochilichthys microlepis (Machida y Shiogaki, 1988)
  - Leptochilichthys pinguis (Vaillant, 1886)